# Alberto Pigaiani
Alberto Pigaiani (Milano, 15 luglio 1928 – Milano, 15 giugno 2003) è stato un sollevatore italiano, medaglia di bronzo ai Giochi olimpici di Melbourne 1956.

## Vita e carriera
In carriera ha partecipato a due Olimpiadi, Melbourne 1956 e Roma 1960.

## Palmarès
| Anno | Manifestazione      | Sede      | Risultato | Gara         | Prestazione | Note  |
| ---- | ------------------- | --------- | --------- | ------------ | ----------- | ----- |
| 1956 | Campionati europei  | Helsinki  | Argento   | Pesi massimi | 432,5 kg    |       |
| 1956 | Giochi olimpici     | Melbourne | Bronzo    | Pesi massimi | 452,5 kg    | [ 2 ] |
| 1957 | Campionati mondiali | Teheran   | Bronzo    | Pesi massimi | 452,5 kg    | [ 3 ] |
| 1958 | Campionati europei  | Stoccolma | Argento   | Pesi massimi | 440,0 kg    |       |
| 1960 | Campionati europei  | Milano    | Bronzo    | Pesi massimi | 445,0 kg    |       |